# Jaera butleri
Jaera butleri är en fjärilsart som beskrevs av Bates 1868. Jaera butleri ingår i släktet Jaera och familjen juvelvingar. Inga underarter finns listade i Catalogue of Life.